# Rybołówstwo

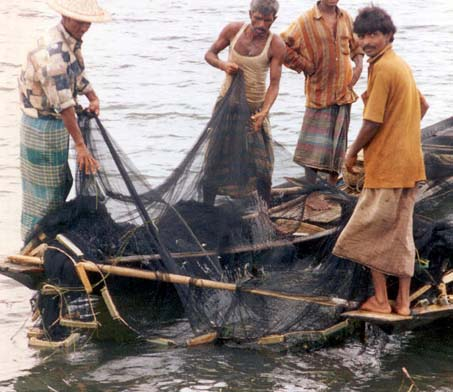
Rybołówstwo w Bangladeszu

Rybołówstwo – gałąź gospodarki obejmująca pozyskiwanie (połów) ryb i innych zwierząt oprócz wielorybów (wielorybnictwo), między innymi skorupiaków i mięczaków (frutti di mare – owoce morza) oraz roślin wodnych w celach spożywczych. Organizmy te wydobywa się zarówno na morzach i oceanach, jak i w rzekach i jeziorach, w celu ich spożycia lub dalszego przetworzenia (przemysł rybny). Rybołówstwo dzieli się na przybrzeżne i pełnomorskie. Pierwotnie obok zbieractwa i łowiectwa stanowiło podstawę utrzymania się społeczeństw (mezolit).

## Główne obszary wykonywania rybołówstwa
Główne akweny morskie, wykorzystywane do działalności rybackiej, to rejony mieszania się wód o różnej temperaturze i zasoleniu. Są to przede wszystkim wody:
- Pacyfiku, oblewające Kamczatkę, Japonię i Chiny (zimny prąd morski Oja-siwo spotyka się tutaj z ciepłym Kuro-siwo)
- Pacyfiku u zachodnich wybrzeży Ameryki Południowej (rejon intensywnego upwellingu, czyli pionowej cyrkulacji mas wody)
- północnego Atlantyku, gdzie ciepły Golfsztrom spotyka się z prądem Labradorskim i Grenlandzkim
- szelfowego Morza Arabskiego i Zatoki Bengalskiej, gdzie kierunek prądów morskich zależy od pory roku
- zimne wody Antarktyki oraz mórz szelfowych półkuli północnej, w tym Morza Bałtyckiego.

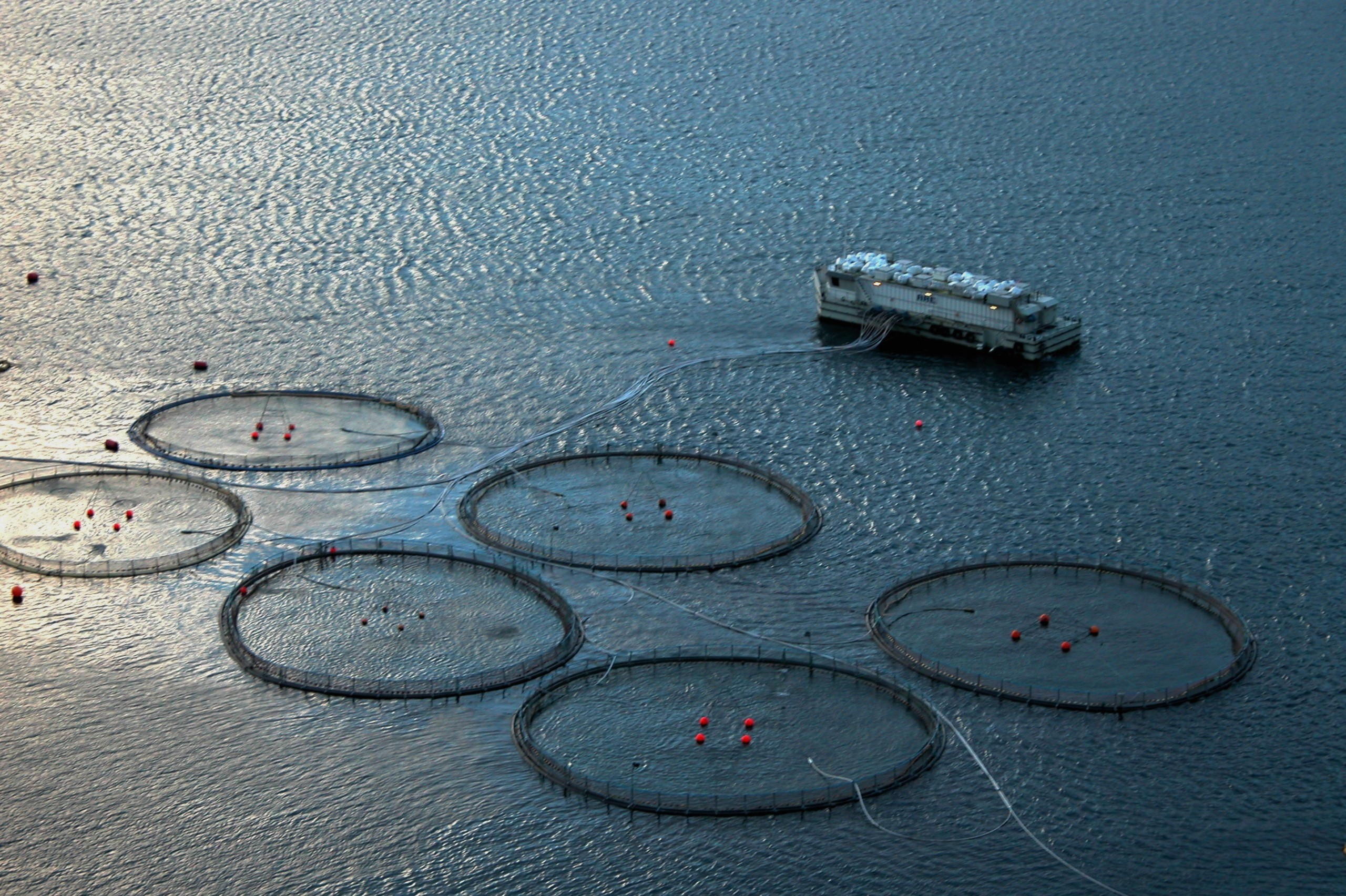
Akwakultura w Vestmanna

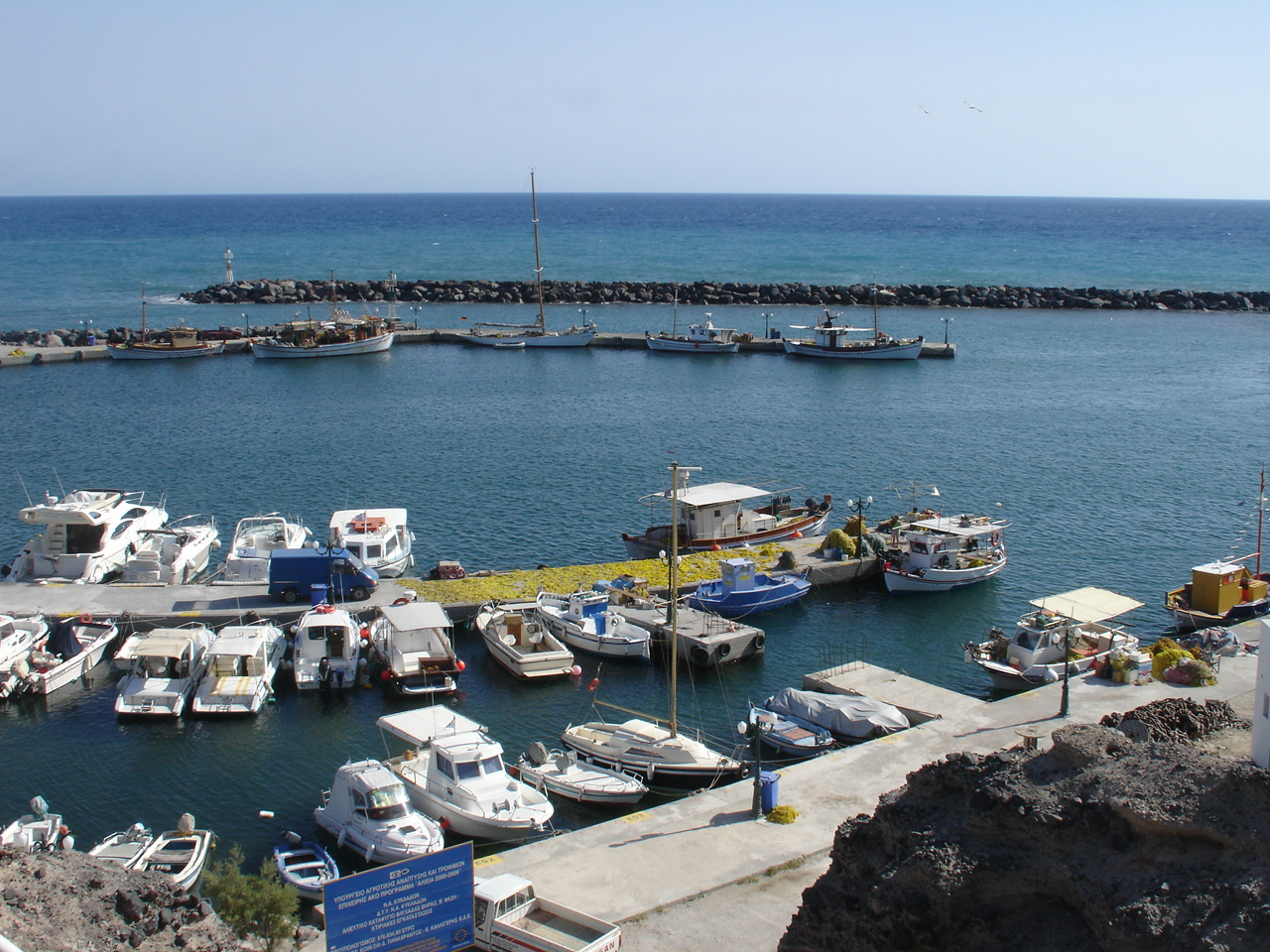
Port rybacki Vlyhada (Santoryn w Grecji) – w centrum zdjęcia widoczne żółte sieci na przystani

## Połowy morskie i słodkowodne na świecie w 2005
Dane obejmują połowy ryb morskich, słodkowodnych, skorupiaków i innych bezkręgowców; nie uwzględniają połowów ssaków morskich, roślin wodnych, korali, pereł, gąbek i krokodyli.
| Lp. | Kraj              | tys. ton | % prod. św. |
| --- | ----------------- | -------- | ----------- |
| 1.  | Chiny             | 17 159   | 18,0        |
| 2.  | Peru              | 9 389    | 10,1        |
| 3.  | Stany Zjednoczone | 4 889    | 5,3         |
| 4.  | Indonezja         | 4 381    | 4,7         |
| 5.  | Chile             | 4 330    | 4,6         |
| 6.  | Japonia           | 4 073    | 4,4         |
| 7.  | Indie             | 3 481    | 3,8         |
| 8.  | Rosja             | 3 191    | 3,4         |
| 9.  | Tajlandia         | 2 599    | 2,8         |
| 10. | Norwegia          | 2 392    | 2,6         |
| ... |                   |          |             |
| 64. | Polska            | 156      | 0,2         |
|     | ŚWIAT             | 92 787   | 100,0       |

## Rybołówstwo w Polsce
W Polsce prace badawcze na użytek rybołówstwa morskiego prowadzą: Morski Instytut Rybacki w Gdyni oraz Wydział Nauk o Żywności i Rybactwa Zachodniopomorskiego Uniwersytetu Technologicznego w Szczecinie. Nadzór nad tym sektorem gospodarki pełnią Okręgowe Inspektoraty Rybołówstwa Morskiego w Gdyni, Słupsku i Szczecinie. Główne polskie porty rybackie znajdują się w:
- Świnoujściu
- Dziwnowie
- Mrzeżynie
- Dźwirzynie
- Kołobrzegu
- Darłowie
- Ustce
- Rowach
- Łebie
- Gdańsku
- Gdyni
- Helu
- Władysławowie
- Jastarni

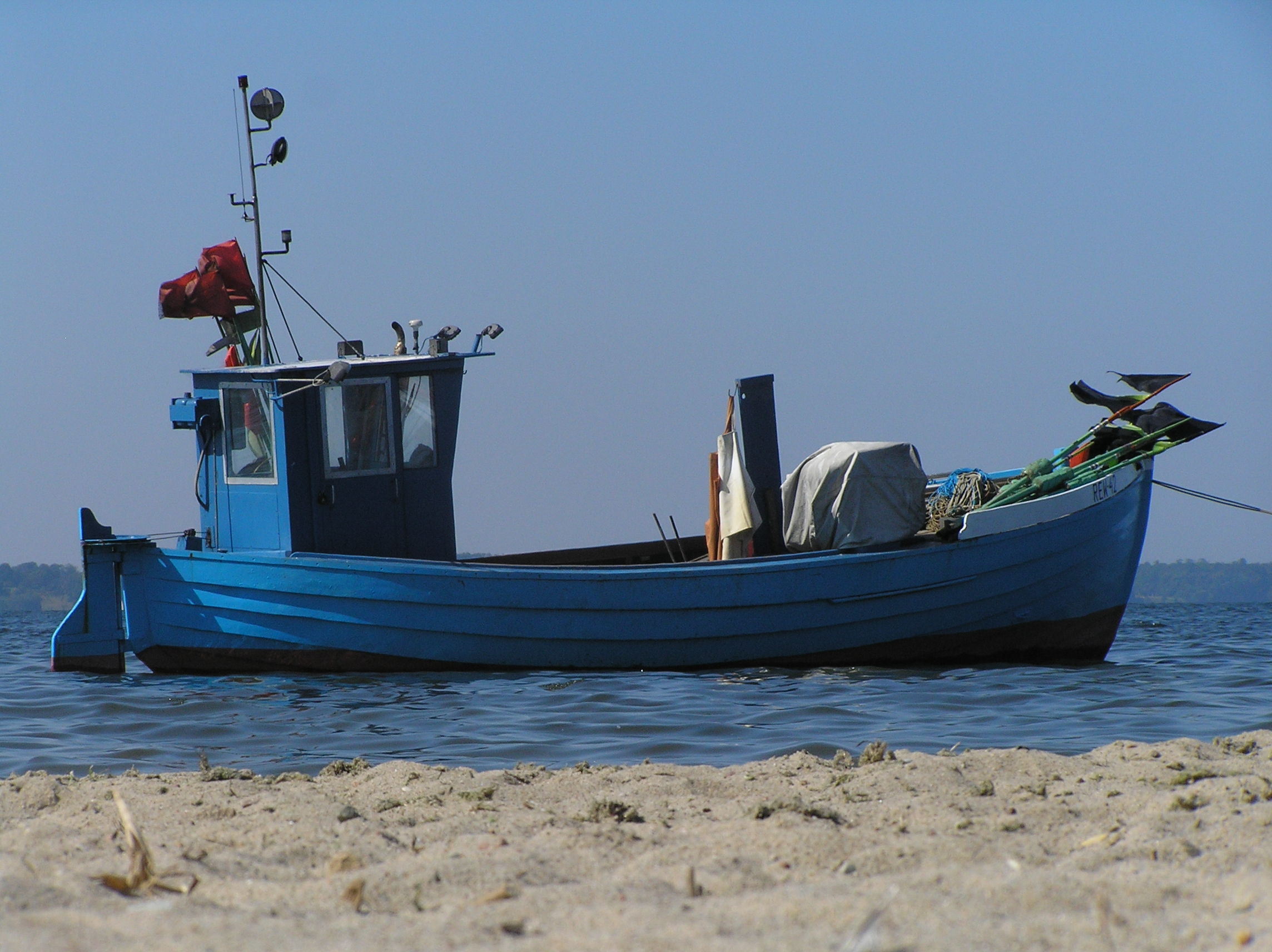
Łódź rybacka REW-42 w Rewie

Polskie połowy ryb morskich w tys. ton od 1921 r.

Ogółem na polskim wybrzeżu znajduje się 59 portów i przystani rybackich. W portach wymienionych powyżej można dokonywać rozładunku dorsza, jeśli jego łączna masa wynosi powyżej 750 kg. W pozostałych jest to zabronione.
Główne gatunki, poławianie w polskiej strefie ekonomicznej na Bałtyku to: szproty (59 430 ton w 2007), dorsze, śledzie (22 088 ton w 2007), łososie i trocie (140 tys. sztuk w 2007), flądry (7 479 ton) i inne (głównie ryby słodkowodne, takie jak sandacz, leszcz, okoń, płoć). Połowy wykonuje 1,5 tysiąca łodzi i kutrów rybackich.
Na dalekich akwenach udział Polski w ogólnej liczbie połowów znacznie zmalał w ciągu ostatnich 20 lat, głównie z powodu zamknięcia 2 z 3 największych państwowych przedsiębiorstw połowowych: szczecińskiego „Gryfu” i „Odry” ze Świnoujścia oraz zaprzestania działalności połowowej przez trzecie z nich – gdyński „Dalmor”. Obecnie ilość połowów dalekomorskich wykonywanych przez polskie jednostki kształtuje się na poziomie 50 tys. ton. Największy udział mają tu sardynki, kryl antarktyczny, sardynele atlantyckie i dorsze.

### Główne problemy rybołówstwa morskiego w Polsce
- załamanie się niektórych populacji szprota i śledzia oraz obu bałtyckich populacji dorsza[3];
- zbyt niskie limity połowowe na dorsza (przynajmniej w opinii rybaków);
- zbyt duży potencjał połowowy jednostek;
- rozdrobnienie floty połowowej;
- zaawansowany wiek jednostek;
- zbyt niski udział rybołówstwa dalekomorskiego w ogólnej ilości połowów, wykonywanych przez jednostki polskie;
- nieprecyzyjne i niekorzystne prawodawstwo.